# 若宮大通公園
若宮大通公園（わかみやおおどおりこうえん）は、愛知県名古屋市中区にある公園である。

## 概要
「100メートル道路」の一つとして知られる若宮大通の中間（若宮大通は、片側一方通行の道路が2つある道路で、その2つの間）に位置し、東西に長い公園である。名古屋高速道路が建設される際に公園上にルートが設定され、公園の多くが名古屋高速2号東山線の高架橋に覆われた。
道路下部を不法占拠したホームレスの住居が社会問題になったこともあり、1997年（平成9年）には阪神・淡路大震災での高速道路倒壊を受けての高架補強工事のために行政代執行が行なわれ、児童向けの木製ジャングルジム「冒険とりで」などを占拠していたホームレスおよび支援団体との衝突も発生した。また、2002年（平成14年）には公園の駐車場用地にホームレス向けの緊急一時宿泊施設（シェルター）が設置されたが、2007年（平成19年）には事業を終了している。

## 公園施設
伏見通から本町通までが「彫刻の広場」、本町通から呉服町通までが「冒険広場」、呉服町通から大津通までが「若宮広場」、大津通から久屋大通西側までが「水の広場」、久屋大通との交点が「花の広場」として、1989年（平成元年）の名古屋市制100周年記念事業の一環として整備された。前述の通り、冒険広場についてはホームレスによる占拠を解消するために撤去されており、現存しない。

### 主な施設
- テニスコート
- スケートボード用広場
- 三英傑からくり時計 - 矢場町交差点にある。三英傑（織田信長、豊臣秀吉、徳川家康）をモチーフにしたからくり時計。1日に4回（12時、15時、18時、20時）三英傑の人形が交互にせり出し、およそ5分間の演義をする。
- 噴水

### 駐車場
若宮大通沿いに名古屋市の外郭団体が運営する堀留前駐車場や若宮パーク、白川前駐車場や洲崎橋駐車場などのほか、名鉄協商の白川公園駐車場や洲崎橋東駐車場など普通自動車で600台分以上があり、一部は大型車や自動二輪にも対応している。

## 歴史
- 1988年（昭和63年） - 都市緑化フェア「緑・花・祭」の若宮大通公園会場として使用される[4]。
- 2004年（平成16年）2月17日 - フットサル愛好家の大学生らが若宮大通公園にフットサルコートを整備するよう求める提言書を市助役に提出[5]。
- 2005年（平成17年）10月16日 - フットサルコートが供用開始[5]。

## 周辺

### 施設
- 若宮八幡社（若宮大通の由来）
- 堀留水処理センター
- 久屋大通庭園フラリエ
- 名古屋パルコ
- 矢場とん
- 大須
- 白川公園
- 名古屋市科学館
- 名古屋市美術館
- テレビ愛知本社

### 地下鉄駅
- 矢場町駅（名古屋市営地下鉄名城線）
- 上前津駅（名古屋市営地下鉄名城線・鶴舞線）
- 大須観音駅（名古屋市営地下鉄鶴舞線）